# Circuito turístico
O termo circuito turístico identifica um conjunto de lugares que em conjunto atuam como pontos turisticos complementares.  No Brasil, o termo corresponde a um produto do setor turístico, fruto da implementação de um planejamento integral que envolve mais do que um município baseado em uma parceria local para explorar de forma mais eficiente o conjunto patrimonial regional.